# Marc Møller
Marc Møller (7 juni 1986) is een Deens voetballer (verdediger) die sinds 2011 voor de Deense eersteklasser FC Midtjylland uitkomt. Daarvoor speelde hij onder meer voor Lyngby BK.